# Désiré Mérchez
Désiré Alfred Mérchez (* 16. August 1882 in Lille; † 8. Juli 1968 in Nizza) war ein französischer Schwimmer und Wasserballspieler.
Im Jahr 1900 ging er bei den Olympischen Spielen in Paris beim Schwimmen und beim Wasserball an den Start.
Im Rennen über 1000 m Freistil verpasste Mérchez die Medaillenränge und schied in der ersten Runde aus. Mehr Erfolg hatte er dagegen im Mannschaftsrennen über 200 Meter, in dem er die Bronzemedaille holte.
Auch im Wasserball gewann Mérchez – zusammen mit Teamkollegen seines Vereins Pupilles de Neptune de Lille – nach einem 3:2-Sieg gegen das Deutsche Reich im Viertelfinale und einer 1:10-Niederlage gegen Großbritannien im Halbfinale die Bronzemedaille.